# Yahúp
Yuhup (Sami sebe nazivaju Yuhupde; ostali nazivi: Yahúp, Maku Yahupde, Maku-Yahup, Macu-iuhupde, Iuhupde, Yuhupdeh, Maku, Pohsá, Peoná, Wirapoyá), pleme Macuan Indijanaca u području Uaupés ili Vaupés u brazilskoj državi Amazonas i susjednim predjelima Kolumbije, područja koja nastanjuju poglavito plemena Tucanoan Indijanaca. Njihovo poručje prostire se točnije između rijeke Tiquié i Traíra. U brazilskom Amazonasu imaju 11 sela uz obale rijeka Ira, Cunuri, Castanha, Apapóris, Tiquié i Igarapé Samaúma. 
U Kolumbiji žive na podruju nacionalnog parka Yaigojé Apaporis koji se nalazi u departmanima Amazonas i Vaupés, a osnovan je zbog zašite Indijanaca Makuna, Tanimuka, Retuarã, Kabiyari, Barasana, Yahúp-Makú i Yauna.
Ima ih oko 600 (1986 SIL).